# Coy Stewart

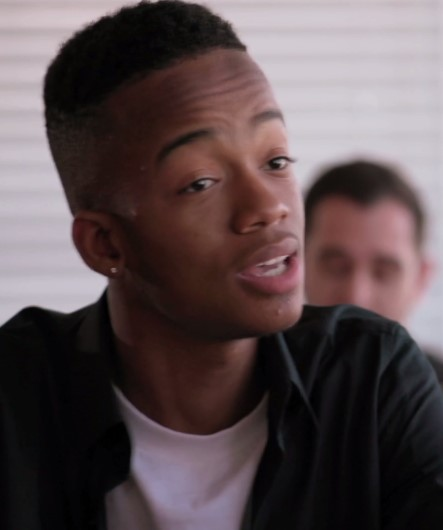
Coy Stewart (2016)

Tyson Coy Stewart (Columbia, 24 giugno 1998) è un attore statunitense, noto per aver interpretato Troy nel telefilm Bella e i Bulldogs e Kevin Kingston in Are We There Yet?.

## Biografia
Stewart è nato a Columbia, Carolina del Sud. 
Il suo interesse per la recitazione è iniziato recitando battute da popolari serie televisive.
In seguito si è unito a un'agenzia per talenti a Columbia, prima di interpretare Travis Younger in una versione teatrale di Un grappolo di sole.

## Carriera
Nel 2010 Stewart ha iniziato a interpretare Kevin Kingston nella sitcom TBS Are We There Yet?. 
È stato un personaggio principale della serie PBS The Electric Company (Marcus Barnes) e guest star nella serie A&E Network The Glades.
Il 13 marzo 2011 vince il Young Artist Award come miglior giovane attore in una commedia o in un dramma. 
Nel gennaio 2012 suo padre pubblica un libro su di lui intitolato The Unlikely Journey (Il viaggio improbabile) che racconta il viaggio di Coy nel mondo dello spettacolo.
Successivamente ottiene il ruolo di Troy, il protagonista maschile della serie Nickelodeon, Bella e i Bulldogs. Nel 2017 interpreta Flint in Agents of S.H.I.E.L.D. divenendo un personaggio abbastanza importante della quinta stagione.

## Doppiatori italiani
Nelle versioni in italiano delle opere in cui ha recitato, Coy Stewart è stato doppiato da:
- Alex Polidori in The Blacklist, All Rise
- Federico Bebi in Agents of S.H.I.E.L.D.
- Francesco Ferri in Grey's Anatomy